# Cremastus geminus
Cremastus geminus là một loài tò vò trong họ Ichneumonidae.